# David Puškáč
David Puškáč (* 14. května 1993 Karviná) je český profesionální fotbalista, který hraje na pozici útočníka za český klub FK Jablonec. V minulosti působil v klubech jako Bohemians Praha 1905 a SFC Opava.

## Klubová kariéra
Puškáč je odchovanec MFK Karviná, v dorostu hrál rok také za Sigmu Olomouc, ale pak se vrátil do nižších soutěží.
V roce 2017 přišel do Opavy, s níž o rok později vybojoval postup do první ligy. Vyšla mu jarní postupová sezona, kdy nastřílel osm branek, jenže v lize se na podzim trefil jen dvakrát, odmítl prodloužit smlouvu a od října neodehrál ani minutu.
Zajímal se o něj Baník Ostrava, robustní útočník ale v lednu 2019 zamířil do Bohemians. Puškáč 14. května 2022 čtyřmi góly zajistil výhru Bohemians 4:0 nad sestupující Karvinou v posledním pátém kole ligové nadstavbové skupiny o záchranu. V Bohemians působil od sezóny 2018/2019 a připsal si 123 startů v zelenobílém dresu, ve kterých nastřílel 25 gólů a přidal 10 asistencí.
V létě 2024 přestoupil Puškáč, po konci smlouvy v Bohemians Praha 1905, do Jablonce.